# Grovräfflad venusmussla
Grovräfflad venusmussla (Clausinella fasciata) är en musselart som först beskrevs av Da Costa 1778.  Grovräfflad venusmussla ingår i släktet Clausinella och familjen venusmusslor. Arten är reproducerande i Sverige. Inga underarter finns listade i Catalogue of Life.